# 鉄人28号 白昼の残月
『鉄人28号 白昼の残月』（てつじん28ごう はくちゅうのざんげつ）は、今川泰宏監督による横山光輝の漫画作品『鉄人28号』を劇場映画版アニメ化した作品。配給・宣伝はメディア・スーツ。2007年3月31日、新宿武蔵野館で公開。

## 概要
主要スタッフ、キャスト、世界観は2004年版アニメ『鉄人28号』とほぼ同様であるが、登場人物の職業、ストーリー等が2004年版アニメとは異なっており、独立した作品となっている。
当初、2005年に劇場版の公開が予定され、DVD-BOXの特典映像にも劇場版の特報が収録されていたが、諸般の事情で公開時期が長らく発表されなかった。
本編ではTV版の映像が流用されているところもあり、DVDでは第一話のアバンシーンが収録されている。
伊福部昭の曲は全て「シンフォニア・タプカーラ」や「兵士の序楽」など過去の楽曲の流用で本人の了解を得ている。

## あらすじ
太平洋戦争の終戦から10年。動物園で発見された不発弾を狙って怪ロボットが出現した。少年探偵金田正太郎は鉄人28号で迎撃するが、苦戦してしまう。そこに一人の青年が現れた。彼の名はショウタロウ、彼は自分こそが鉄人の正当な操縦者であると名乗り、正太郎以上に優れた操縦技術で鉄人を操って怪ロボットを撃破する。2人の正太郎は実の兄弟のように絆を深め合っていくが、不発弾の正体は非生物だけを破壊する大量破壊兵器、廃墟弾であることが発覚する。その開発者は2人の父、金田博士であった。また、正太郎を狙う謎の傷痍軍人残月と、廃墟弾を狙うベラネード財団の出現によって事件は混迷を極めていく。

## 登場人物
金田正太郎
本編の主人公。少年探偵で鉄人28号の操縦者。父・金田博士の残した鉄人を、戦後日本の復興に役立てようとするが、謎の人物「残月」に「正太郎に鉄人を持つ資格なし」と命を狙われる。
ショウタロウ
正太郎と同姓同名の金田博士の養子で、正太郎の義兄である。鉄人28号の操縦士として育てられ、南方の秘密研究所で特訓を受けていた。金田博士と共に死んだと思われていたが、生存しており、「外国の調査団」に発見されて戦後の日本に帰国する。
敷島博士
金田博士の助手。戦中、南方の研究所で金田博士を手伝い鉄人の開発を行っていた。帰国後に敷島重工を起こし、社長となっている。鉄人を整備して正太郎をの活躍をバックアップしたり、大塚署長や官房長官に協力し、事件解決を手伝う。
TV版で見られた金田博士や鉄人への妄信的な言動は無く、原作よりの人となりである。
大塚署長
正太郎の親代わり。警察署長として正太郎の活躍をバックアップしている。
高見沢
TV版とは異なり、村雨一家の組員。正太郎に一方的な好意を持ち、追いかけている。ショタコンを自称する。
村雨健次
村雨一家の組員。高見沢に好意を寄せるが無視されている。TV版よりもコミカルな面が強調されている。幹本雄之によるインタビューには「健次はギルバートに特攻して最期を遂げた」という発言があるが、実はその後のシーンで生存が確認できる。
村雨竜作
村雨一家のボス。特攻隊の生き残りでショウタロウとは同じ隊にいた。TV版とは異なり、本作では生存している。
クロロホルム
ベラネード財団先遣隊の視察団長を務め、廃墟弾奪取の為に暗躍する。
ベラネード
廃墟弾処理ロボットの売り込みという名目で日本に上陸を目論むベラネード財団のトップ。
ビッグファイア博士
戦中、日本でバギュームの研究をしていた外国人科学者。戦犯として巣鴨プリズンに収容されていたが、クロロホルムの手で釈放される。
官房長官
戦前から戦争の闇に関わってきた政治家。廃墟弾の発見、ベラネード財団の上陸という一連の事件の解決に奔走する。
山岸
金田博士の遺書を管理していた弁護士だが、残月（後述）の被害者となって殺害される。外見の元ネタは原作漫画の光る物体編に登場した科学者。
萱野月枝
帰国後のショウタロウが住むことになった共潤会アパート管理人。
残月
傷痍軍人の姿をした謎の人物。正太郎の命を狙う。
金田博士
2人の正太郎の父であり、鉄人28号の開発者。人を直接殺傷しない廃墟弾の開発にも関与していたが、開発工場で爆発事故が起きて多数の死傷者が出たことに責任を感じ、製造した大量の廃墟弾をどこかへ隠してしまう。終戦直前に米軍の爆撃で死亡している。

## 登場メカニック
- 鉄人28号
- B-89（原作では名称未設定のS国製ロボット）
- モンスター
- VL-2号
- ギルバート
- バッカス
- サターン

その他、ベラネードの輸送船の甲板に複数の名称未設定ロボットの姿が見える。
廃墟弾
金田博士が開発した大量破壊兵器。新元素バギュームを使用した大型の爆弾であり、大規模な爆発とともに広範囲を廃墟と化すが、植物を除く生物に対しては無害である。アンカーによって大地に固定されており、外れると時限信管が作動する。東京都内に複数個が埋められているほか、大鉄人の体表に無数に搭載されていた。海中では効果が薄れるほか、ビッグファイア博士によって爆発に殺傷性を与える方法が発見されている。
大鉄人
廃墟弾の本体と呼ばれる移動型要塞兵器。頭部や腕部、ロケットは鉄人28号に酷似しているが、頭部だけでも鉄人28号より遥かに巨大な上、全身には無数の廃墟弾を身に纏った異形の姿を持つ。艦橋は頭部に存在しており、鉄人28号のリモコンに似た巨大操縦桿によって操作される。廃墟弾工場爆発の責任を感じた金田博士によって東京の地下に隠されていたが、クロロホルムが起動させてしまう。

## キャスト
- 金田正太郎：くまいもとこ
- ショウタロウ：粟野史浩
- 敷島博士：牛山茂
- 大塚署長：稲葉実
- 高見沢：石塚理恵
- 村雨健次：幹本雄之
- 村雨竜作：若本規夫
- ビッグファイア：中村正
- クロロホルム：西村知道
- ベラネード：内海賢二
- 萱野月枝：鈴木弘子
- 山岸弁護士：麦人
- 寺町警部：仲木隆司
- 関刑事：関智一
- 官房長官：石森達幸
- 秘書：鈴木勝美
- 語り：矢島正明

## スタッフ
- 監督、脚本、絵コンテ：今川泰宏
- 原作：横山光輝
- 企画：大月俊倫、真木太郎
- 演出：古川順康
- キャラクターデザイン：なかむらたかし、石川晋吾
- 作画監督：石川晋吾、櫻井邦彦
- 美術監督：松本浩樹
- 色彩設計：菊池和子
- 撮影監督︰土田栄司
- 編集：瀬山武司
- 音楽：伊福部昭
- 主題歌：「進め！正太郎」「鉄人28号」（歌：六本木男声合唱団倶楽部）
- 音響監督：本田保則
- 音響効果：スワラ・プロ
- 音響制作：アーツ・プロ
- アニメーション制作：パルムスタジオ
- 制作：ジェンコ、ガンジス
- 製作：キングレコード